# Ivan Rodić
Ivan Rodić (Spalato, 11 novembre 1985) è un calciatore croato, attaccante dell'Uskok Klis.

## Carriera
Ha giocato nella massima serie dei campionati croato, ucraino e kazako.